# 咸丰路街道
咸丰路街道，是中华人民共和国陕西省铜川市耀州区下辖的一个乡镇级行政单位。

## 行政区划
咸丰路街道下辖以下地区：
下高埝社区、铁诺社区、银河社区、白家村、肖家村、野狐坡村、上高埝村、平老村、平新村、中老村、中西村、申河村、阿堡寨村、玉皇阁村、任家庄村、石仁村、董坡村、崔上村、崔下村和方巷口村。